# 福州地铁9号线
福州地铁9号线，又称福州市轨道交通9号线，是中华人民共和国福建省福州市远期规划中的一条城市轨道交通线路。

## 简介
2015年12月31日，国家发展和改革委员会批复了福州市城市轨道交通第二期建设规划（2015～2021年）,其中新增了远期建设福州地铁8号线、9号线的设想。。根据规划，福州地铁9号线在福州轨道交通线网中作为滨海新城加密线路，服务于滨海新城和长乐新城。9号线全长24.4公里，设站15座。线路起自于长乐市营前镇白潭头，经沈海高速公路、上洞江、马头村、首占镇上洋顶、首占村、龟头里、古槐镇青桥村、江鹤路、雁塘村、古槐镇、感恩村、槐海路，至终点站国际学校。

## 规划史
- 2013年12月3日，福州市发改委在《福州市城市轨道交通线网规划 (2012年修编)》中首次提出建设福州地铁9号线，彼时线路由软件园片区横路站始发，经工业路、江滨大道，最终南下至廨院片区设魁歧站，线路被定义为远期城区加密线路。[3]
- 2015年12月31日，国家发展和改革委员会批复了《福州市城市轨道交通第二期建设规划》,其中9号线被定义为远期补充线，线路由长乐区营前片区白潭头站始发，经首占片区、古槐片区，最终至海峡高尔夫球场站。[2]
- 2018年8月24日，福州市发改委对外公示《福州市城市轨道交通线网规划 (2012年修编)》调整内容，其中9号线被定义为滨海新城补充线，线路由长乐区营前片区白潭头站始发，经首占片区、古槐片区，最终南下至滨海新城设国际学校站。[4]